# Freyja Scholing
Freyja Scholing (* 16. Oktober 1912 in Ostpreußen; † 22. Januar 2005 in Lüneburg) war eine Politikerin von Bündnis 90/Die Grünen.

## Leben
Freyja Scholing war von 1981 bis 1986 Ratsmitglied der Samtgemeinde Ilmenau und wirkte bis 1994 in zahlreichen Ausschüssen mit. Von 1981 bis 1987 war sie zudem Kreistagsmitglied des Landkreises Lüneburg.
Scholing war 1984 eine Mitbegründerin der politischen Partei Die Grünen sowohl in Niedersachsen als auch bundesweit. Sie hatte sich für Ökologie und Friedenspolitik engagiert und war auch Gründerin des Lüneburger Vereins „Technik – Umwelt – Natur“. Als überzeugte Pazifistin trat sie 2002 aus der Partei Bündnis 90/Die Grünen aus, nachdem die Partei dem Bundeswehreinsatz in Afghanistan zugestimmt hatte.
Freyja Scholing hatte drei Töchter und einen Sohn, den Grünen-Politiker Heinrich Scholing.

## Auszeichnungen
- 1992: Eintragung in das Ehrenbuch des Landkreises Lüneburg[2]
- 1996: Bundesverdienstkreuz am Bande
- 1996: Umweltpreis des Landes Niedersachsen